# Tripping
«Tripping» es una canción del cantante británico Robbie Williams. Fue el primer sencillo del álbum Intensive Care. La canción gozó de enorme éxito en todo el mundo (excepto en Estados Unidos) al alcanzar el top 10 en una mayoría de países.

## Videoclip
El vídeo fue dirigido por Johan Renck. En el vídeo parece que Williams está teniendo una pesadilla en la que vive en algún momento de los años 1950, y se ha quedado atascado, anda sin avanzar, y a veces conduce un auto en el que están un bebé que habla con él, y un par de lesbianas gemelas en el asiento trasero del coche. El coche es un Saab 95.

## Listas mundiales
La canción se convirtió en un éxito mundial masivo para Williams. Debutó dentro del top 10 en la mayoría de países de toda Europa, incluido el n.º 2 en el Reino Unido, donde pasó seis semanas en el top 10 y 15 dentro del Top 75. Fue n.º 1 en Alemania, Italia y Países Bajos. En Suiza fue certificado con el disco de oro. En México, la canción alcanzó el n.º 9 y se convirtió en la undécima canción más escuchada en ese país en el 2006. En Australia, el sencillo llegó al n.º 7 y llegó a vender más de 35.000 copias con lo que fue certificado con el disco de oro por la Australian Recording Industry Association.

## Posicionamiento
| Listas (2005-2006) | Posición |
| ------------------ | -------- |
| Alemania           | 1        |
| Australia          | 7        |
| Austria            | 2        |
| Bélgica (Flandes)  | 8        |
| Bélgica (Valonia)  | 11       |
| Dinamarca          | 3        |
| España             | 2        |
| Finlandia          | 4        |
| Francia            | 9        |
| Grecia             | 12       |
| Hungría            | 2        |
| Irlanda            | 4        |
| Italia             | 1        |
| Noruega            | 2        |
| Nueva Zelanda      | 20       |
| Países Bajos       | 1        |
| Reino Unido        | 2        |
| Suecia             | 2        |
| Suiza              | 2        |

### Posiciones de fin de año
| Lista (2005)      | Posición |
| ----------------- | -------- |
| Bélgica (Flandes) | 75       |
| Bélgica (Valonia) | 57       |
| Francia           | 41       |
| Países Bajos      | 10       |
| Reino Unido       | 19       |